# Medicinarkören Notknackarna

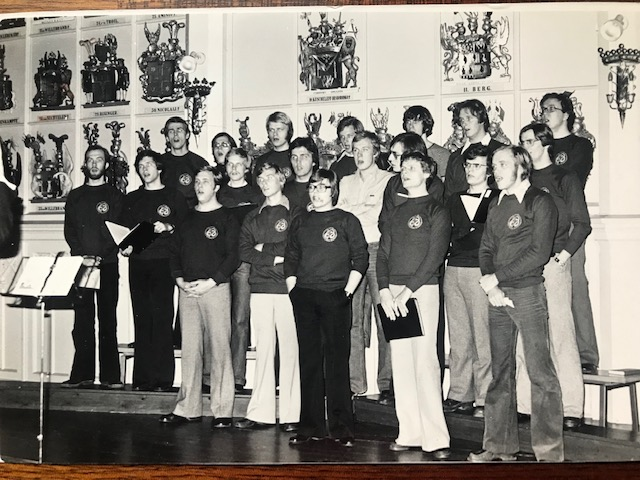
Notknackarna under generalrepetitionen inför konserten i Riddarhuset år 1976.

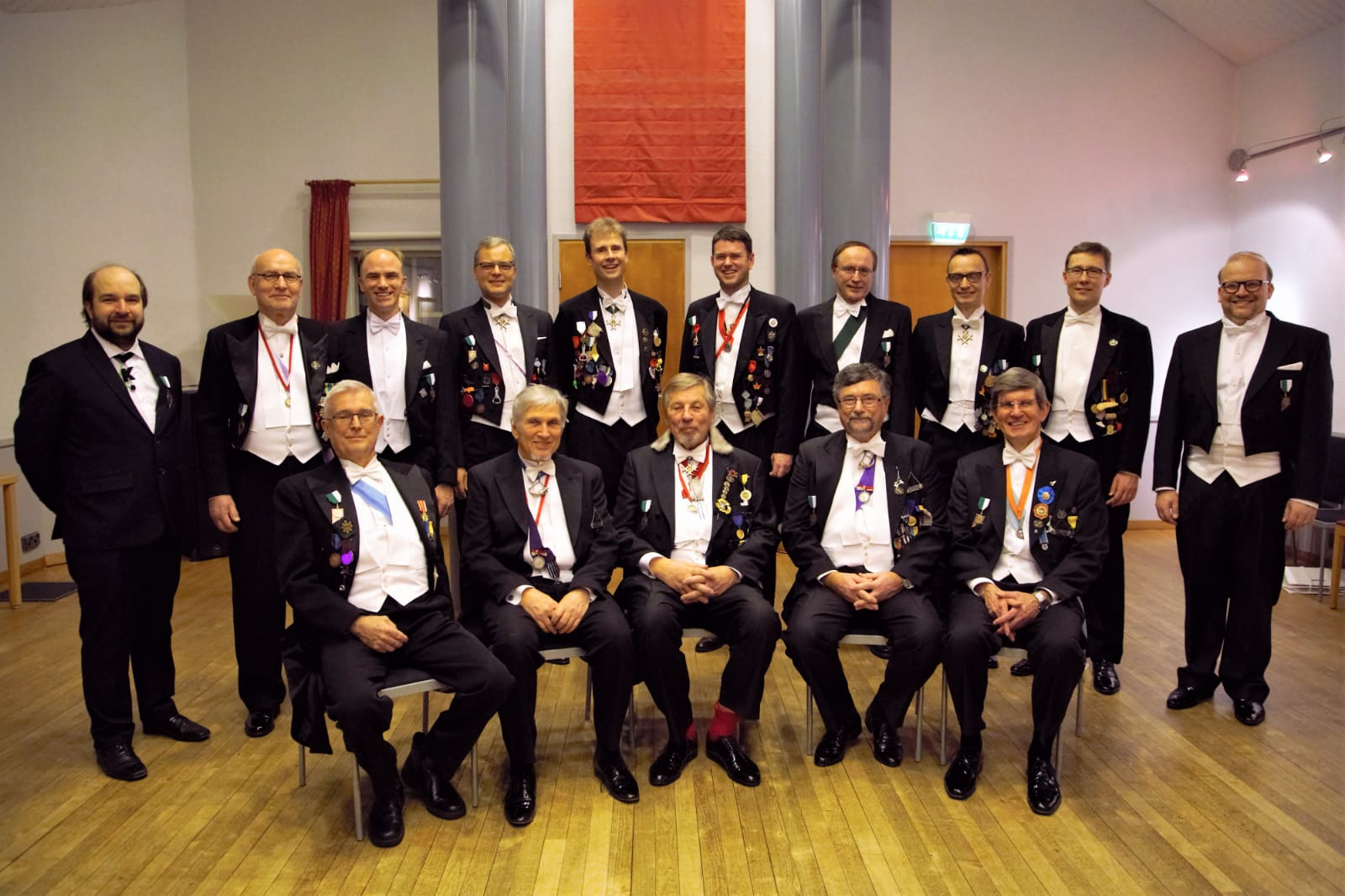
Notknackarna i samband med Resurrexit-konserten i februari 2019.

Medicinarkören Notknackarna är en akademisk manskör som uppstod på 1970-talet ur spextraditionen vid Medicinarklubben Thorax. Kören har i ett halvt sekel hjälpt till att stärka och bevara den studentkultur som etablerats kring Thorax, och har därmed inverkat på ett otal generationer finlandssvenska läkare.
Majoriteten av medlemmarna är tidigare spexare, numera färdigblivna läkare som graduerat från Helsingfors universitets medicinska fakultet, inklusive ett antal professorer (aktiva eller emeritus). Sedan början har också icke medicinare som dragits till körens repertoar och idé kunnat ansluta sig, och ungefär en fjärdedel av kören utgörs idag av sångare ur andra yrken. Kören har sedan start dirigerats av Rolf W. "Kalle" Ahlberg, medicine licentiat och hedersdirigent vid Finlands Svenska Manssångarförbund (FSM).
Notknackarna sjunger till största del spexmusik från Thorax spex, mest klassisk musik som arrangerats för manskör och fått en humoristisk text av spexets författare; musik ur Chalmersspexet och andra spex; sånger av examepelvis Povel Ramel (bland annat Var är tvålen?, Den gamla vaktparaden); ett urval ur den finländska manskörstraditionen (det vill säga MM:s Blå bok); samt originalkompositioner av Rolf Ahlberg (exempelvis Taxisång, NKN goes modern och Yleinen sauna).
Kören har hållit en mycket hög standard både när det gäller repertoar och framförande, och har därför fått utomordentliga recensioner. Hufvudstadsbladet skrev 25.3.1974: "Rolf Ahlberg fick sina tjugo mannar att sjunga med överlägsen tonbildning och renhet"... "det var en fröjd att för en gångs skull höra en kör pricka rytmen så rent och snärtigt som Notknackarna". Om konserten i Ekenäs 1998 skrev Västra Nyland: "... i likhet med resten av konsertpubliken på lördagskvällen var jag helt såld" och "det alltigenom okonventionella programmet lektes fram med ystert humör och utan synbar möda".

## Historia
Kören grundades i september 1972 på initiativ av Anders Paetau (numera professor emeritus i neuropatologi) som samtidigt rekryterade Rolf Ahlberg som dirigent. Båda var då medicine studerande och aktiva i studentspexet på Thorax. Kören gav under 1970-talet ett flertal konserter i Svenskfinland, men verksamheten avstannade så småningom och man höll "gravöl" i februari 1980. Kören sammanstrålade igen år 1993 med i stort samma uppsättning, turnerade med ett antal konserter i bl.a. Kristinestad, Göteborg (1997) och Ekenäs (1998), och deltog i Vasa Körfestival två gånger samt i FSSMF:s sångfest i Mariehamn 1996 (manskör) och Esbo 2001. I april 1997 gav kören ut sin första och hittills enda skiva, Horribelt Huvudlösa Hymner, som fick positiva recensioner. Mellan 2001 och 2003 verkade Notknackarna som blandad kör, men verksamheten gick därefter i träda. Kören återuppstod som manskör år 2017 och har efter Covid-19-pandemin igen börjat konsertera och turnera. Nämnvärt är att de flesta originalmedlemmar sjunger med i kören ännu idag (2022).

## Diskografi
- Horribelt Huvudlösa Hymner. YLE. 1997. YLECDY-501